# 姜梓新
姜梓新（英語：Jiang Zi Xin，1996年3月11日—），是中華人民共和國女演员及歌手。現為白米范（北京）文化传播有限公司（RYCE ENTERTAINMENT）旗下藝人。

## 簡歷
姜梓新4岁学习钢琴，早年就讀南京市藝術小學，11岁考入中央音乐学院附属中等音乐学校，修畢音乐剧与影视表演专业科班課程。2016年，她參加《超級女聲》海選，演唱〈我等到花兒也謝了〉，結果落選，同年5月則参加了古装剧《如懿传》试镜，雖然未能獲選，但已开始受到关注；7月又参與全时全景直播网络互动真人秀《完美假期第二季》，并成为第十二位退房房者。
2017年，姜梓新参加清装宫廷剧《延禧攻略》直播海选演员的活动且顺利进入复试阶段，还以优异表现直接獲得试戏機會，最後能夠主演皇后近身侍女「明玉」一角，備受觀眾注目；2018年亦參演古装剧《皓镧传》中要角「殷小春」。另外，由於其歌喉不俗，遂於2016年8月19日发行首張個人單曲《永不言败》，為内地第一部足球爱情题材网络大电影《球爱大越位》的主题曲。

## 演出作品

### 电视剧
| 首播   | 剧名             | 角色   | 備註               |
| 2018年 | 新笑傲江湖       | 岳灵珊 |                    |
| 2018年 | 延禧攻略         | 明玉   |                    |
| 2019年 | 皓镧传           | 殷小春 |                    |
| 2020年 | 仲夏满天心       | 金小芹 | 網絡劇             |
| 2021年 | 假日暖洋洋       | 李翘楚 |                    |
| 2022年 | 關於唐醫生的一切 | 于夢     | 特别出演           |
| 2022年 | 点燃我，温暖你   | 方舒苗 |                    |
| 2024年 | 第二次“初见”     | 杜若云 | 網絡劇，2020年拍攝 |
| 待播   | 半城花雨伴君离   |        | 網絡劇             |
| 待播   | 你好，1983       |        |                    |

## 音樂作品

### 單曲
| #   | 名称         | 类型 | 发行公司 | 发行日期      |
| --- | ------------ | ---- | -------- | ------------- |
| 1st | 《永不言败》 | 單曲 | 聚星文化 | 2016年8月19日 |